# アダムス・リヴ
『アダムス・リヴ』（Adam's Rib）は、セシル・B・デミル監督による1923年のサイレント・ドラマ映画である。
フィルムはジョージ・イーストマン・ハウスの映画アーカイヴに保管されている。

## キャスト
- ミルトン・シルズ（英語版）
- エリオット・デクスター（英語版）
- セオドア・コスロフ（英語版）
- アンナ・Q・ニルソン（英語版）
- ポーリーン・ガロン（英語版）
- ジュリア・フェイ（英語版）
- クラレンス・ゲルタード（英語版）
- ジノ・コラド（英語版）
- ウェッジウッド・ノウエル
- クラレンス・バートン（英語版）
- ジョージ・フィールド（英語版）
- ウィリアム・ボイド（英語版） (クレジット無し)